# Aleksandrów (powiat częstochowski)
Aleksandrów – wieś sołecka w Polsce położona w województwie śląskim, w powiecie częstochowskim, w gminie Koniecpol.
W latach 1975–1998 miejscowość należała administracyjnie do województwa częstochowskiego.
Jest to jedna z dwóch wsi o tej nazwie w gminie Koniecpol. Drugi - Aleksandrów k. Wąsosza - wchodzi w skład sołectwa Wąsosz.